# Avenue de Longchamp (Saint-Cloud)
L'avenue de Longchamp est une voie de communication située à Saint-Cloud dans les Hauts-de-Seine. Dévalant les coteaux de Saint-Cloud, elle présente la particularité d'être en grande partie constituée d'escaliers.

## Situation et accès

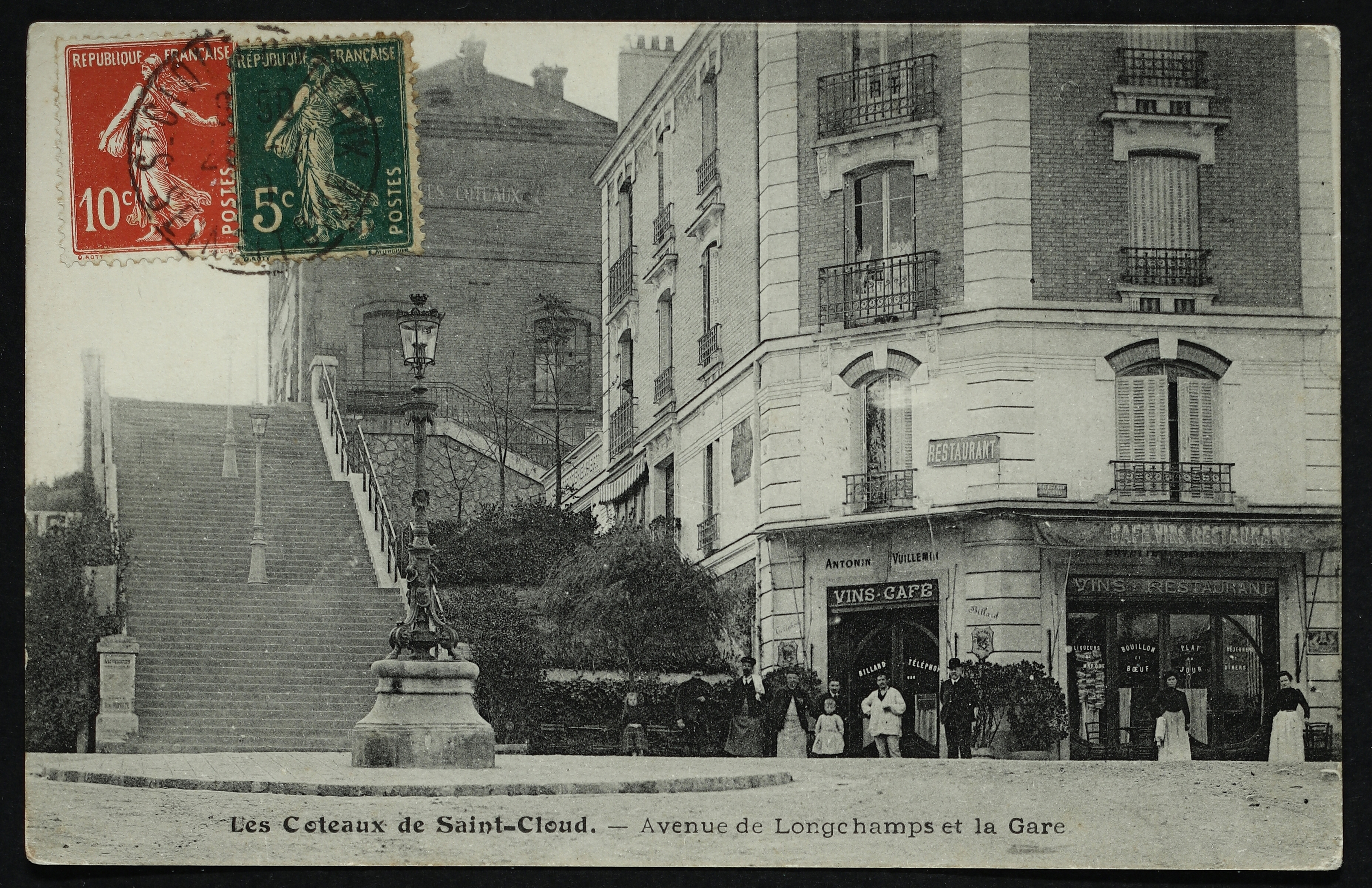
L'avenue de Longchamp et la gare.

Située dans le quartier des Coteaux, elle est desservie par la gare du Val d'Or à l'ouest et la gare des Coteaux à l'est.
Partant du haut du coteau, elle traverse le rond-point de Longchamp et la place Santos-Dumont, puis croise le boulevard Sénard et l'avenue Bernard-Palissy avant de se terminer à la Seine.

## Origine du nom

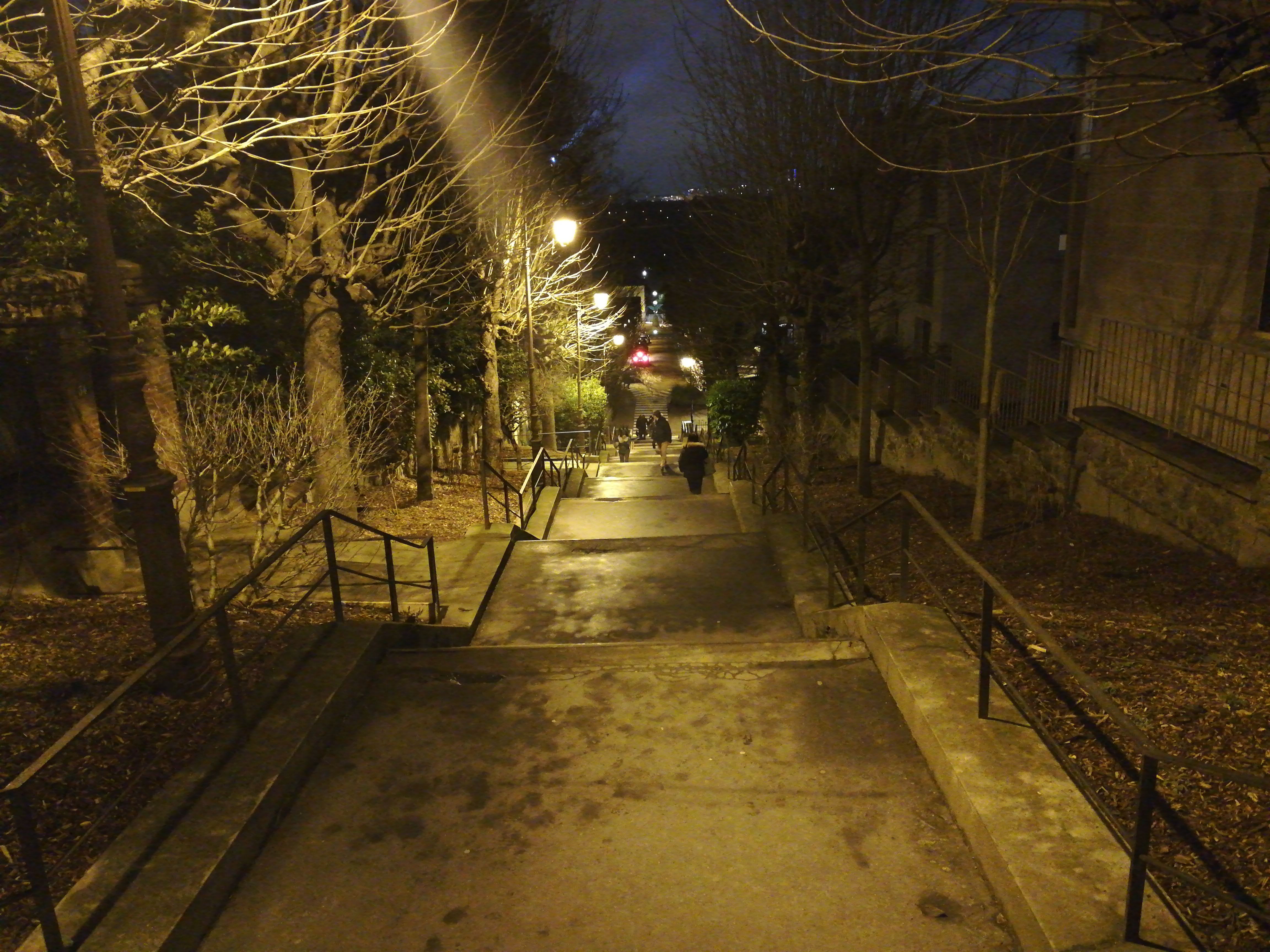
L'avenue après le parking de la gare du Val d'Or. Au fond, la statue d'Icare en hommage à l'exploit de Santos-Dumont en 1901.

Le nom de cette avenue fut attribué par la Société Anonyme Foncière des Coteaux, du Bois de Boulogne et de Longchamp qui urbanisa le quartier. Cette société elle-même prit son nom des terrains qu'elle possédait aussi de l'autre côté de la Seine, dans l'ancien village de Longchamp.

## Historique

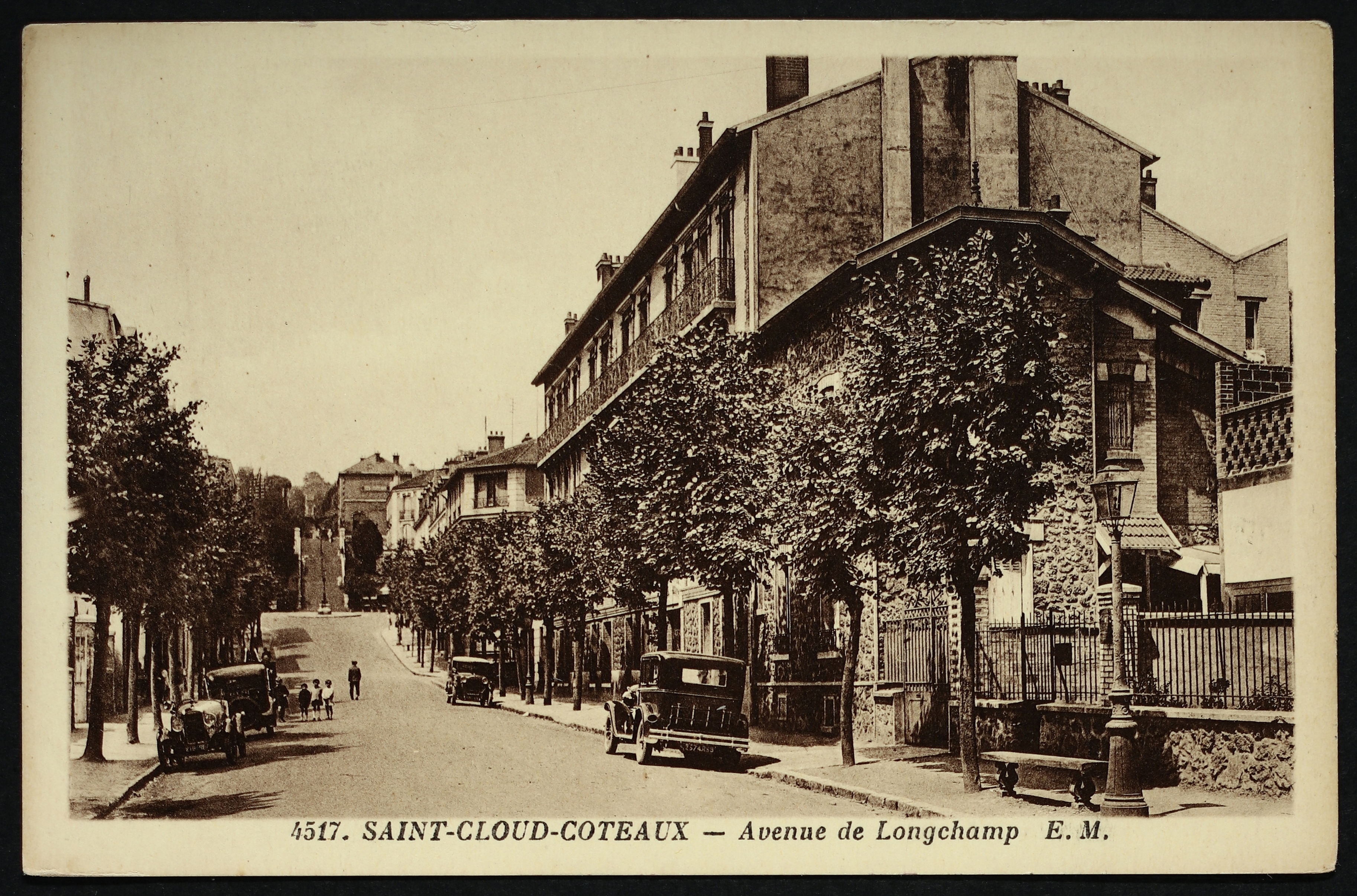
Saint-Cloud-Coteaux - Avenue de Longchamp. Carte postale.

Le quartier des Coteaux fut pendant longtemps une colline de vignobles, qui tiraient parti de l'exposition de la pente à l'ouest. En 1867, un débarcadère fut établi sur le quai afin de desservir le bas de l'avenue. Vers 1900, la Société Anonyme Foncière des Coteaux, du Bois de Boulogne et de Longchamp qui avait acquis le terrain situés entre les deux voies de chemin de fer, y créa 469 parcelles de terrain dont elle assura la commercialisation. Avec la construction de nombreuses demeures sur le flanc de la colline, le quartier devint alors plus résidentiel.

## Bâtiments remarquables et lieux de mémoire

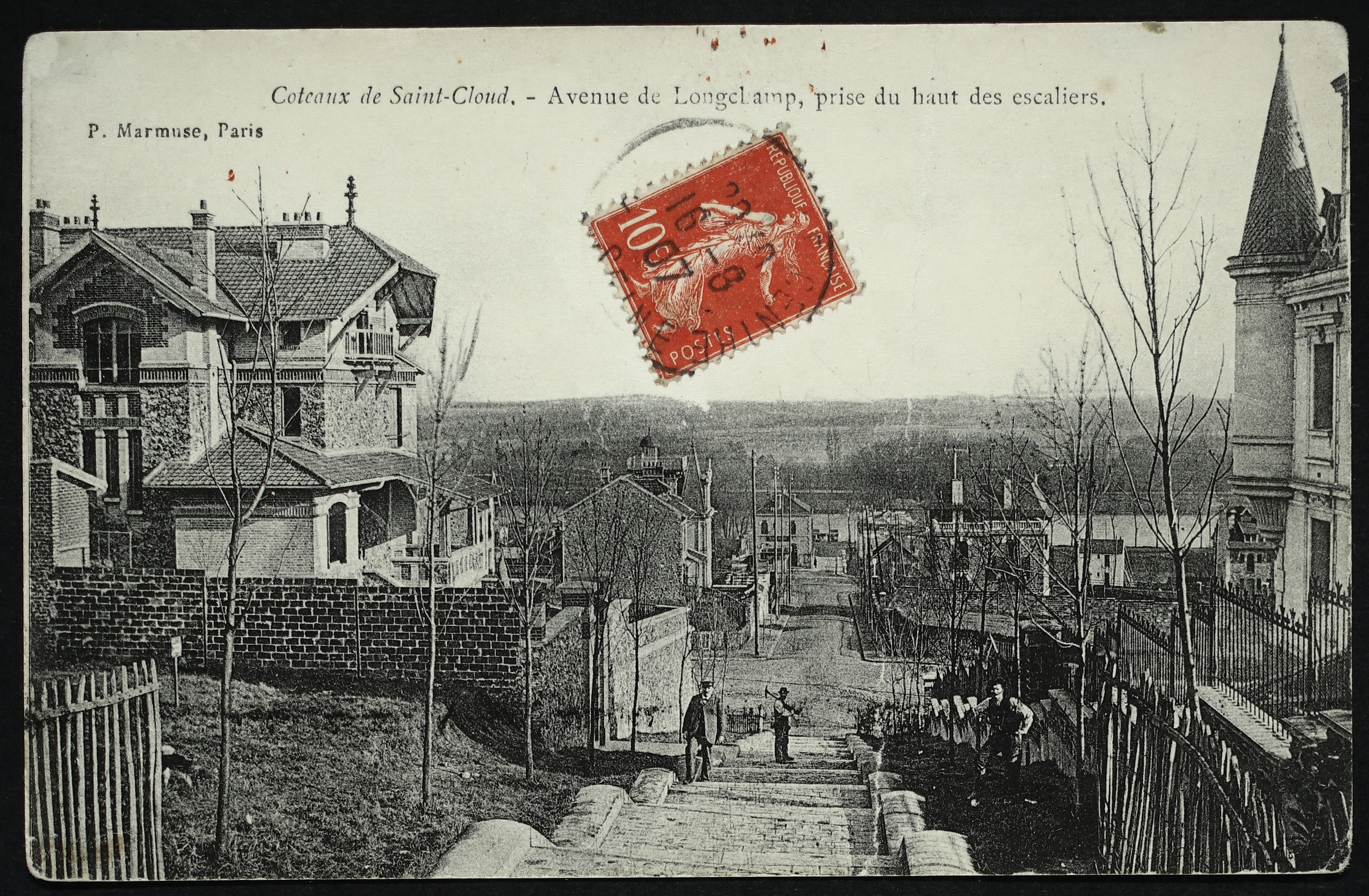
L'avenue de Longchamp vers 1900, prise du haut des escaliers.

- Statue d'Icare, située place Santos-Dumont[6].
- Gare du Val d'Or sur la ligne de Paris-Saint-Lazare à Versailles-Rive-Droite.
- Gare des Coteaux sur la ligne de Puteaux à Issy-Plaine.